# Kościół Niepokalanego Serca Najświętszej Maryi Panny w Kąkolewie
Kościół Niepokalanego Serca Najświętszej Maryi Panny w Kąkolewie – rzymskokatolicki kościół parafialny należący do parafii pod tym samym wezwaniem (dekanat grodziski archidiecezji poznańskiej).
Jest to świątynia wzniesiona około 1880 roku, w stylu neogotyckim jako zbór ewangelicki. Charakteryzuje się widoczną z daleka wieżą, nakrytą spiczastym dachem hełmowym. Od 1945 roku kościół należy do katolików, natomiast w 1974 roku została utworzona przy nim parafia. We wnętrzu znajduje się polichromia, wykonana w 1963 roku przez malarza Witolda Siwińskiego.